# Pete Domenici
Pietro Vichi Domenici, detto Pete (Albuquerque, 7 maggio 1932 – Albuquerque, 13 settembre 2017), è stato un politico statunitense, senatore per lo stato del Nuovo Messico dal 1973 al 2009 ed in precedenza sindaco di Albuquerque dal 1967 al 1970. Membro del Partito Repubblicano, Domenici è il senatore più longevo mai espresso dallo stato del Nuovo Messico e ad oggi ultimo repubblicano a rappresentare lo Stato al Senato. Durante il mandato di Domenici al Senato, si è battuto per le tariffe per l'uso delle vie acquifere e l'energia nucleare. È stato criticato per il suo operato in materia ambientale e per la sua relazione extraconiugale. Domenici ha presieduto diverse commissioni importanti, tra cui la Commissione Bilancio e la Commissione Energia.

## Biografia
Nato ad Albuquerque in una famiglia di immigrati italiani provenienti da Sorbara, Domenici divenne insegnante di matematica e successivamente conseguì la laurea in legge e intraprese la professione di avvocato.
Entrato in politica con il Partito Repubblicano, nel 1967 venne eletto sindaco della sua città e dopo tre anni si candidò infruttuosamente alla carica di governatore del Nuovo Messico. Nel 1972 tuttavia riuscì a farsi eleggere al Senato, dove rimase per altri cinque mandati. Nel 2008 annunciò il proprio ritiro e lasciò il Congresso dopo trentasei anni di servizio.
Domenici, un repubblicano piuttosto conservatore, fu considerato anche come candidato alla vicepresidenza da George H. W. Bush.
Sposato con Nancy Burk, con la quale ha avuto otto figli, nel 2013 Domenici ha riconosciuto pubblicamente un figlio illegittimo avuto negli anni settanta. La sua amante dell'epoca Michelle Laxalt, figlia del collega senatore Paul Laxalt, era infatti rimasta incinta di lui e aveva partorito un bambino di nome Adam.